# مستشفى شراينرز للأطفال
مستشفيات شراينرز للأطفال(بالإنجليزية Shriners Hospitals for Children) هي عبارة عن شبكة من 22 مستشفى متخصصة بطب الأطفال متوزعة في جميع أنحاء أمريكا الشمالية. وهي مشافي هادفة غير ربحية. تعالج الأطفال الذين يعانون من امراض العظام، والحروق، وإصابات الحبل الشوكي، والشفة المشقوقة والحنك. وتؤهلهم للحصول على الرعاية والحصول على جميع الخدمات في بيئة عائلية محورها، بغض النظر عن قدرة المريض على الدفع.
مقرها في تامبا، فلوريدا، وتملكها وتشغلها مجموعة شرينرس الدولية، يجب أن يكون المرضى القاصرين تحت سن 18 عاما.

## التاريخ

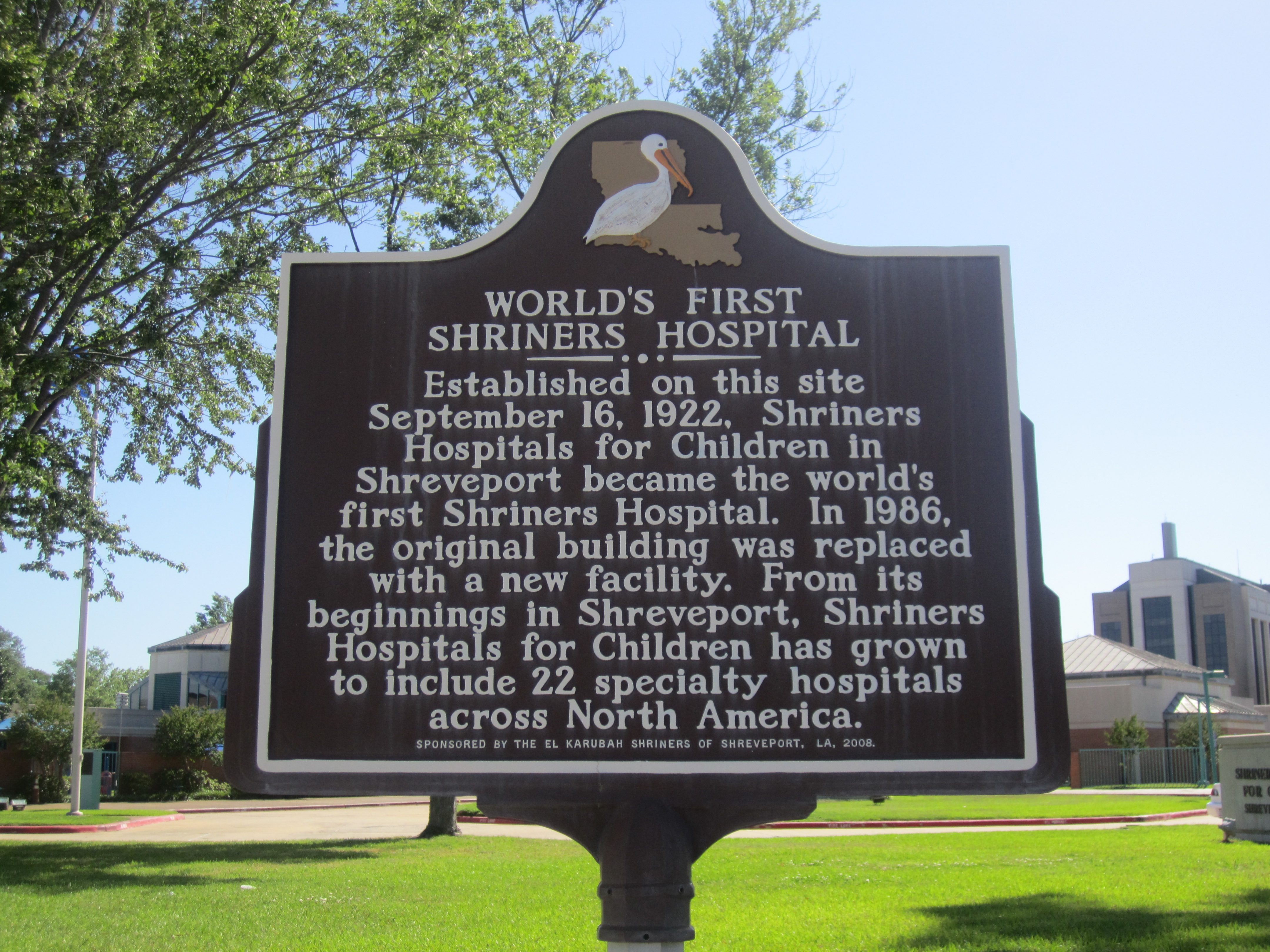
أول علامة تاريخية لموقع مستشفى شرينرس الأول (1922) على الطريق السريع في لويزيانا.

في عام 1920، عقدت شرينرس في بورتلاند ، أوريغون. خلال تلك الدورة مرت عضوية بالاجماع على قرار لإنشاء نظام المستشفى.
افتتح أول مستشفى في عام 1922 في لويزيانا. وفي عام 1962، خصصت مجموعة شرينرز مبلغ 10 ملايين دولار لإنشاء ثلاثة مستشفيات متخصصة في علاج وتأهيل الأطفال المتعرضين للحروق في أمريكا الشمالية. كما تم اتخاذ قرار لبناء أول مستشفى على لحروق الأطفال في حرم جامعة تكساس الفرع الطبي في هيوستن، تكساس.

## وصلات خارجية
- Shriners Hospitals for Children official website
  - Shriners Hospitals for Children, Boston
  - Shriners Hospitals for Children, Chicago
  - Shriners Hospitals for Children, Cincinnati
  - Shriners Hospitals for Children, Galveston
  - Shriners Hospitals for Children, Houston
  - Shriners Hospitals for Children, Lexington, Kentucky
  - Shriners Hospitals for Children, Los Angeles
    - This hospital in the CA Healthcare Atlas A project by OSHPD

  - Shriners Hospitals for Children, Greenville, South Carolina
  - Shriners Hospitals for Children, Salt Lake City
  - Shriners Hospitals for Children, Spokane
  - Shriners Hospitals for Children, Philadelphia, PA